# Helina argentigena
Helina argentigena este o specie de muște din genul Helina, familia Muscidae, descrisă de Fritz Isidore van Emden în anul 1965. Conform Catalogue of Life specia Helina argentigena nu are subspecii cunoscute.